# Рой Лассітер
Рой Лассітер (англ. Roy Lassiter, нар. 9 березня 1969, Вашингтон) — американський футболіст, що грав на позиції нападника за низку костариканських і американських клубних команд, а також за національну збірну США.

## Клубна кар'єра
Народився 9 березня 1969 року у Вашингтоні. Починав займатися футболом на батьківщині за низку юнацьких, а згодом й університетських команд.
У дорослому футболі дебютував 1992 року у Коста-Риці виступами за команду «Турріальба», в якій провів один сезон, взявши участь у 25 матчах чемпіонату. Згодом продовжував грати за костариканські команди — протягом сезону захищав кольори «Кармеліти», після чого два роки був гравцем «Алахуеленсе».
1996 року повернувся на батьківщину, ставши гравцем «Тампа-Бей М'ютіні». У першому в історії елітної ліги МЛС сезоні 1996 із 27-ма забитими голами став найкращим бомбардиром змагання. Пізніше того ж року був орендований італійською «Дженоа», у складі якої провів лише два матчі у Серії A, після чого знову грав за команду із Тампи.
Згодом протягом першої половини 2000-х років встиг пограти ще за низку американських команд — «Ді Сі Юнайтед», «Маямі Ф'южн», «Канзас-Сіті Візардс» та «Вірджинія-Біч Марінерс».
Завершував ігрову кар'єру у команді «Ларедо Гіт» з четвертого за рівнем північноамериканського дивізіону, за яку виступав протягом 2004 року.

## Виступи за збірну
1992 року дебютував в офіційних матчах у складі національної збірної США.
У складі збірної був учасником домашніх для неї Золотого кубка КОНКАКАФ 1996 року, на якому команда здобула бронзові нагороди, та Золотого кубка КОНКАКАФ 1998 року, де разом з командою здобув «срібло».
Загалом протягом кар'єри в національній команді, яка тривала 9 років, провів у її формі 30 матчів, забивши 4 голи.
| Дата       | Місто                  | Господарі  | Результат | Гості             | Турнір                                   | Голи | Примітки  |
| ---------- | ---------------------- | ---------- | --------- | ----------------- | ---------------------------------------- | ---- | --------- |
| 25-1-1992  | Маямі                  | США        | 0 – 1     | CSI               | товариський матч                         | -    | 61'       |
| 16-8-1995  | Норрчепінг             | Швеція     | 1 – 0     | США               | товариський матч                         | -    | 56'       |
| 8-10-1995  | Вашингтон              | США        | 4 – 3     | Саудівська Аравія | товариський матч                         | 1    | 57'       |
| 13-1-1996  | Анагайм                | США        | 3 – 2     | Тринідад і Тобаго | Кубок КОНКАКАФ 1996 - 1-й етап           | -    | 75'       |
| 18-1-1996  | Лос-Анджелес           | США        | 0 – 1     | Бразилія          | Кубок КОНКАКАФ 1996 - півфінал           | -    | 84'       |
| 21-1-1996  | Лос-Анджелес           | США        | 3 – 0     | Гватемала         | Кубок КОНКАКАФ 1996 - матч за 3-тє місце | -    | 39'       |
| 9-6-1996   | Фоксборо (Массачусетс) | США        | 2 – 1     | Ірландія          | US Cup 1996                              | -    | 78'       |
| 12-6-1996  | Вашингтон              | США        | 0 – 2     | Болівія           | US Cup 1996                              | -    | 78'       |
| 30-8-1996  | Лос-Анджелес           | США        | 3 – 1     | Сальвадор         | товариський матч                         | -    | 46' 51'   |
| 14-12-1996 | Пало-Альто             | США        | 2 – 1     | Коста-Рика        | Відбір до ЧС 1998                        | 1    | 38'       |
| 17-1-1997  | Лос-Анджелес           | США        | 0 – 1     | Перу              | US Cup 1997                              | -    |           |
| 19-1-1997  | Пасадена               | США        | 0 – 2     | Мексика           | US Cup 1997                              | -    | 66'       |
| 22-1-1997  | Пасадена               | США        | 1 – 4     | Данія             | US Cup 1997                              | -    | 33'       |
| 29-1-1997  | Куньмін                | КНР        | 2 – 1     | США               | товариський матч                         | -    | 62'       |
| 1-2-1997   | Гуанчжоу               | КНР        | 1 – 1     | США               | товариський матч                         | -    |           |
| 2-3-1997   | Кінгстон (Ямайка)      | Ямайка     | 0 – 0     | США               | Відбір до ЧС 1998                        | -    | 60'       |
| 23-3-1997  | Сан-Хосе               | Коста-Рика | 3 – 2     | США               | Відбір до ЧС 1998                        | 1    | 46'       |
| 17-6-1997  | Джексонвілл            | США        | 2 – 1     | Ізраїль           | товариський матч                         | -    | 63'       |
| 29-6-1997  | Сан-Сальвадор          | Сальвадор  | 1 – 1     | США               | Відбір до ЧС 1998                        | 1    | 46'       |
| 7-8-1997   | Балтимор               | США        | 0 – 1     | Еквадор           | товариський матч                         | -    | 83'       |
| 7-9-1997   | Портленд               | США        | 1 – 0     | Коста-Рика        | Відбір до ЧС 1998                        | -    | 70'       |
| 24-1-1998  | Орландо                | США        | 1 – 0     | Швеція            | товариський матч                         | -    | 64'       |
| 21-2-1998  | Маямі                  | США        | 0 – 2     | Нідерланди        | товариський матч                         | -    | 62'       |
| 25-2-1998  | Брюссель               | Бельгія    | 2 – 0     | США               | товариський матч                         | -    | 56'       |
| 5-11-1998  | Сан-Хосе (Каліфорнія)  | США        | 0 – 0     | Австралія         | товариський матч                         | -    | 78' 90+1' |
| 24-1-1999  | Санта-Крус             | США        | 0 – 0     | Болівія           | товариський матч                         | -    | 68'       |
| 6-2-1999   | Джексонвілл            | США        | 3 – 0     | Німеччина         | товариський матч                         | -    | 86'       |
| 21-2-1999  | Форт-Лодердейл         | США        | 2 – 1     | Чилі              | товариський матч                         | -    | 46'       |
| 13-6-1999  | Вашингтон              | США        | 1 – 0     | Аргентина         | товариський матч                         | -    | 77'       |
| 29-1-2000  | Кокімбо                | Чилі       | 1 – 2     | США               | товариський матч                         | -    | 56'       |
| Усього     |                        | Матчів     | 30        |                   | Голів                                    | 4    |           |